# Copa Mundial Femenina de Rugby League de 2008
La Copa Mundial Femenina de Rugby League de 2008 fue la tercera edición de la Copa Mundial Femenina de Rugby League.
El organizador de la copa fue Australia, el torneo se desarrolló en el estado de Queensland.

## Equipos participantes
- Australia
- Francia
- Inglaterra
- Nueva Zelanda
- Islas del Pacífico
- Rusia
- Samoa
- Tonga

## Fase de grupos

### Grupo A
| Pos. | Equipo     | Encuentros | Encuentros | Encuentros | Encuentros | Tantos  | Tantos    | Tantos     | Puntos |
| Pos. | Equipo     | jugados    | ganados    | empatados  | perdidos   | a favor | en contra | diferencia | Puntos |
| ---- | ---------- | ---------- | ---------- | ---------- | ---------- | ------- | --------- | ---------- | ------ |
| 1    | Australia  | 3          | 3          | 0          | 0          | 154     | 4         | +150       | 6      |
| 2    | Inglaterra | 3          | 2          | 0          | 1          | 130     | 26        | +104       | 4      |
| 3    | Rusia      | 3          | 1          | 0          | 2          | 18      | 156       | -138       | 2      |
| 4    | Francia    | 3          | 0          | 0          | 3          | 16      | 132       | -116       | 0      |

| 6 de noviembre | Inglaterra | 72 - 0 | Rusia |  |  |

| 6 de noviembre | Australia | 60 - 0 | Francia |  |  |

| 8 de noviembre | Inglaterra | 54 - 4 | Francia |  |  |

| 8 de noviembre | Australia | 72 - 0 | Rusia |  |  |

| 10 de noviembre | Francia | 12 - 18 | Rusia |  |  |

| 10 de noviembre | Australia | 22 - 4 | Inglaterra |  |  |

### Grupo B
| Pos. | Equipo             | Encuentros | Encuentros | Encuentros | Encuentros | Tantos  | Tantos    | Tantos     | Puntos |
| Pos. | Equipo             | jugados    | ganados    | empatados  | perdidos   | a favor | en contra | diferencia | Puntos |
| ---- | ------------------ | ---------- | ---------- | ---------- | ---------- | ------- | --------- | ---------- | ------ |
| 1    | Nueva Zelanda      | 3          | 3          | 0          | 0          | 140     | 8         | +132       | 6      |
| 2    | Islas del Pacífico | 3          | 2          | 0          | 1          | 70      | 108       | -38        | 4      |
| 3    | Samoa              | 3          | 1          | 0          | 2          | 66      | 32        | +34        | 2      |
| 4    | Tonga              | 3          | 0          | 0          | 3          | 18      | 126       | -108       | 0      |

| 6 de noviembre | Nueva Zelanda | 72 - 0 | Islas del Pacífico |  |  |

| 6 de noviembre | Tonga | 0 - 40 | Samoa |  |  |

| 8 de noviembre | Nueva Zelanda | 42 - 4 | Tonga |  |  |

| 8 de noviembre | Samoa | 22 - 26 | Islas del Pacífico |  |  |

| 10 de noviembre | Nueva Zelanda | 26 - 4 | Samoa |  |  |

| 10 de noviembre | Tonga | 14 - 44 | Islas del Pacífico |  |  |

## Copa de consuelo

### Semifinales
| 12 de noviembre | Samoa | 32 - 0 | Francia |  |  |

| 12 de noviembre | Rusia | 24 - 12 | Tonga |  |  |

### Séptimo puesto
| 14 de noviembre | Francia | 34 - 4 | Tonga |  |  |

### Quinto puesto
| 14 de noviembre | Samoa | 52 - 8 | Rusia |  |  |

## Fase final

### Semifinales
| 12 de noviembre | Nueva Zelanda | 16 - 4 | Inglaterra |  |  |

| 14 de noviembre | Australia | 32 - 6 | Islas del Pacífico |  |  |

### Tercer puesto
| 14 de noviembre | Inglaterra | 24 - 0 | Islas del Pacífico |  |  |

### Final
| 15 de noviembre | Australia | 0 - 34  | Nueva Zelanda | Lang Park, Brisbane |  |
|                 |           | Reporte |               |                     |  |

| Bandera de Nueva Zelanda |
| Campeón Nueva Zelanda    |
| Tercer título            |